# Stanisław Dołuski
Stanisław Dołuski herbu Trąby (zm. po 1518 roku) – dworzanin Aleksandra Jagiellończyka na Litwie w latach 1495-1501, dworzanin królewski w latach 1501-1505, rotmistrz królewski w latach 1508-1519.
Poseł na sejm piotrkowski 1510 roku z województwa sandomierskiego.